# Palaeonyssia
Palaeonyssia es un género de polillas monotípica perteneciente a la familia Geometridae, descritos por primera vez en 1894. Su única especie, Palaeonyssia trisecta, se encuentra distribuida en Sudáfrica. El holotipo de la especie fue descrita en la antigua Provincia de Natal. Su planta huésped es la Acacia davyi.

## Evolución biológica
Palaeonyssia tiene una directa conexión genética con el género Nyssiodes.